# Dornelas (Amares)
Dornelas is een plaats (freguesia) in de Portugese gemeente Amares en telt 523 inwoners (2001).

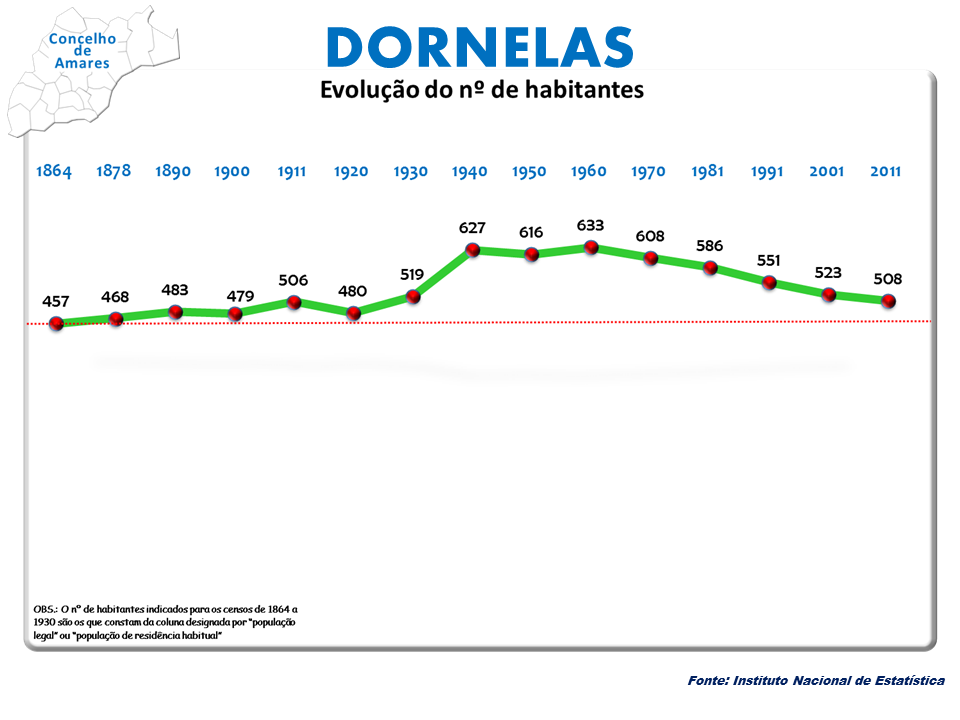
Bevolkingsontwikkeling tussen 1864 en 2011